# Esther Stamová
Esther Stamová (nizozemsky Esther Stam) nebo (gruzínsky ესტერ სტამი (Ester Stami)), (* 11. března 1987) je nizozemská zápasnice – judistka, která od roku 2014 reprezentuje Gruzii.

## Sportovní kariéra
S judem začala v 6 letech v Zutphenu. Po úspěších v dorosteneckém věku se jí nepodařilo v dalších letech udržet formu natolik aby si vybudovala pevné místo v nizozemské reprezentaci. V roce 2013 byla ve střední váze až třetí vzadu za Kim Pollingovou a Lindou Bolderovou. Vůle startu na olympijských hrách v Riu v roce 2016 jí přiměly k myšlence startu za jinou zemi. V roce 2014 přijala nabídku startu za Gruzii od Davita Kevchišviliho, presidenta Gruzínské judistické federace. Velkou roli v jejím přestupu sehrál zástupce německé sportovní firmy Green Hill GmbH v Nizozemsku, Giorgi Gvišijani. Připravuje se v Haarlemu a do Gruzie jezdí pouze na reprezentační srazy. V roce 2016 získala historicky první medaili z mistrovství Evropy pro gruzínské ženské judo.

### Vítězství
- 2009 - 1x světový pohár (Lisabon)
- 2010 - 1x světový pohár (Varšava)
- 2011 - 1x světový pohár (Sofia)
- 2014 - 1x světový pohár (Madrid)

## Výsledky
| Mistrovství světa  |    | —  |   | — |     | —  |   | — | — | —   |     | — | úč. | úč. |    |  |  |  |  |  |  |  |  |  |  |  |  |  |
| Evropské hry       |    |    |   |   |     |    |   |   |   |     |     |   |     | úč. |    |  |  |  |  |  |  |  |  |  |  |  |  |  |
| Mistrovství Evropy | —  | —  | — | — | —   | —  | — | — | — | úč. | úč. | — | —   | úč. | 2. |  |  |  |  |  |  |  |  |  |  |  |  |  |
| ME do 23 let       |    | —  | — | — | —   | 1. | — | — |   |     |     |   |     |     |    |  |  |  |  |  |  |  |  |  |  |  |  |  |
| MS juniorů         | —  |    | — |   | úč. |    |   |   |   |     |     |   |     |     |    |  |  |  |  |  |  |  |  |  |  |  |  |  |
| ME dorostenců      | 1. | 1. |   |   |     |    |   |   |   |     |     |   |     |     |    |  |  |  |  |  |  |  |  |  |  |  |  |  |